# Förenta nationernas internationella dagar
Förenta nationerna (FN) har initierat ett antal temadagar, det vill säga internationella dagar med särskilda teman. Dessa dagar kallas Förenta nationernas internationella dagar eller FN-dagar (ej att förväxla med FN-dagen den 24 oktober).

## FN-dagar
FN:s regionala informationskontor för Västeuropa och un.org.
| Datum                               | Dag | Ansvarig organisation  | Instiftad                |
| ----------------------------------- | --- | ---------------------- | ------------------------ |
| 4 januari                           | Internationella punktskriftsdagen                                                                                      |                        |                          |
| 24 januari                          | Internationella dagen för utbildning                                                                                   |                        |                          |
| 27 januari                          | Internationella dagen till minne av förintelsens offer                                                                 | FN                     | 1999 (Sverige) 2005 (FN) |
| 2 februari                          | Internationella våtmarksdagen                                                                                          |                        | 2021                     |
| 4 februari                          | Världscancerdagen | WHO                    |                          |
| 6 februari                          | Internationella dagen mot kvinnlig könsstympning                                                                       | FN                     | 2012                     |
| 11 februari                         | Internationella dagen för kvinnor och flickor inom vetenskap                                                           | Unesco                 | 2015                     |
| 13 februari                         | Världsradiodagen | Unesco                 | 2011                     |
| 20 februari                         | Världsdagen för social rättvisa                                                                                        | FN:s generalförsamling | 2007                     |
| 21 februari                         | Internationella dagen för modersmål                                                                                    | Unesco                 | 1999                     |
| 1 mars                              | Internationella dagen mot diskriminering                                                                               |                        |                          |
| 3 mars                              | Världsdagen för natur- och djurliv                                                                                     |                        |                          |
| 8 mars                              | Internationella kvinnodagen                                                                                            | FN                     | 1980                     |
| 20 mars                             | Internationella glädjedagen                                                                                            | FN                     | 2012                     |
| 20 mars                             | Internationella dagen för franska språket                                                                              | Unesco                 | 2010                     |
| 21 mars                             | Internationella dagen för avskaffande av rasdiskriminering                                                             | FN                     | 1966                     |
| 21 mars                             | Världspoesidagen | Unesco                 | 1999                     |
| 21 mars                             | Internationella dagen för Nowruz                                                                                       | Unesco                 | 2010                     |
| 21 mars                             | Internationella dagen för skogar och träd                                                                              |                        |                          |
| 21 mars                             | Internationella Downs syndrom-dagen                                                                                    |                        |                          |
| 22 mars                             | Internationella vattendagen                                                                                            | FN                     | 1992                     |
| 23 mars                             | Världsmeteorologidagen                                                                                                 | WMO                    | 1950                     |
| 24 mars                             | Internationella dagen för rätt till sanning om grova kränkningar av de mänskliga rättigheterna, samt offrens värdighet | FN:s generalförsamling | 2010                     |
| 24 mars                             | Världstuberkulosdagen                                                                                                  | WHO                    |                          |
| 25 mars                             | Internationella dagen till minne av slaveriets offer                                                                   | FN                     | 2008                     |
| 25 mars                             | Internationella solidaritetsdagen för frihetsberövad eller försvunnen dag                                              |                        |                          |
| 2 april                             | Internationella autismdagen                                                                                            |                        | 2008                     |
| 4 april                             | Internationella dagen för minor och minröjning                                                                         | FN                     | 2006                     |
| 6 april                             | Internationella sportdagen för utveckling och fred                                                                     |                        |                          |
| 7 april                             | Världshälsodagen | WHO                    | 1948                     |
| 7 april                             | Världsdagen till åminnelse av offren för Rwandas folkmord                                                              |                        |                          |
| 12 april                            | Internationella dagen för bemannade rymdfärder                                                                         | FN                     | 2011                     |
| 20 april                            | Internationella dagen för det kinesiska språket                                                                        | Unesco                 | 2010                     |
| 21 april                            | Världsdagen för kreativitet och innovation                                                                             |                        |                          |
| 22 april                            | Internationella dagen för Moder Jord                                                                                   | FN                     | 1992                     |
| 23 april                            | Engelska språkets dag                                                                                                  | Unesco                 | 2010                     |
| 23 april                            | Världsdagen för böcker och copyright                                                                                   | Unesco                 | 1995                     |
| 23 april                            | Spanska språkets dag                                                                                                   | Unesco                 | 2010                     |
| 25 april                            | Världsmalariadagen | WHO                    | 2007                     |
| 26 april                            | Världsdagen för intellektuell äganderätt                                                                               | WIPO                   |                          |
| 26 april                            | Internationella dagen till minnet av Tjernobylkatastrofen                                                              |                        |                          |
| 28 april                            | Världsdagen för säkerhet och hälsa på arbetsplatsen                                                                    | ILO                    | 2003                     |
| 29 april                            | Minnesdagen för den kemiska krigföringens offer                                                                        |                        |                          |
| 30 april                            | Internationella Jazzdagen                                                                                              | Unesco                 | 2011                     |
| 2 maj                               | Världsdagen för tonfisk                                                                                                |                        |                          |
| 3 maj                               | Internationella dagen för pressfrihet                                                                                  | FN                     | 2003                     |
| 5 maj                               | Portugisiska språkets dag                                                                                              | Unesco                 | 2019                     |
| 8-9 maj                             | Hågkomst och försoning för de som omkom under andra världskriget                                                       | FN                     | 2005                     |
| 11-12 maj                           | Världsdagen för flyttfåglar                                                                                            | UNEP                   | 2006                     |
| 15 maj                              | Internationella familjedagen                                                                                           | FN                     | 1994                     |
| 16 maj                              | Internationella dagen för fredlig samlevnad                                                                            |                        |                          |
| 17 maj                              | Internationella telekommunikationsdagen                                                                                | ITU                    | 2006                     |
| 20 maj                              | Världsbidagen | FAO                    |                          |
| 21 maj                              | Världsdagen för kulturell mångfald för dialog och utveckling                                                           | Unesco                 | 2001                     |
| 22 maj                              | Internationella dagen för biologisk mångfald                                                                           | FN                     | 1993                     |
| 23 maj                              | Internationella dagen för utrotning av obstetrisk fistula                                                              |                        |                          |
| 24 maj                              | Vesak, fullmånens dag                                                                                                  |                        |                          |
| 29 maj                              | Internationella dagen för FN:s fredsbevarande personal                                                                 |                        | 2003                     |
| 31 maj                              | Tobaksfria dagen | WHO                    |                          |
| 1 juni                              | Globala dagen för föräldrar                                                                                            |                        |                          |
| 3 juni                              | Världsdagen för cyklar                                                                                                 | FN                     | 2018                     |
| 4 juni                              | Internationella dagen för barn som blivit offer för aggression                                                         | FN                     | 1983                     |
| 5 juni                              | Världsmiljödagen | FN                     | 1995                     |
| 5 juni                              | Internationella dagen för kampen mot illegalt, orapporterat och oreglerat fiske                                        |                        |                          |
| 8 juni                              | Världshavsdagen | FN                     | 1995                     |
| 12 juni                             | Internationella dagen mot barnarbete                                                                                   | ILO                    | 1992                     |
| 13 juni                             | Internationella dagen för medvetenhet om albinism                                                                      |                        |                          |
| 14 juni                             | Internationella blodgivardagen                                                                                         | WHO                    | 2004                     |
| 15 juni                             | Världsdagen om våld och övergrepp mot äldre                                                                            |                        |                          |
| 16 juni                             | Internationella dagen för familjeremitteringar                                                                         |                        | 2011                     |
| 17 juni                             | Världsdagen för bekämpning av ökenutbredning och torka                                                                 | FN                     | 1994                     |
| 18 juni                             | Internationella dagen för hållbar gastronomi                                                                           |                        |                          |
| 19 juni                             | Internationella dagen för utrotandet av sexuellt våld i konflikt                                                       |                        |                          |
| 20 juni                             | Världsdagen för flyktingar                                                                                             | FN                     | 2001                     |
| 21 juni                             | Internationella yogadagen                                                                                              |                        | 2014                     |
| 23 juni                             | FN:s dag för offentliga tjänster                                                                                       |                        | 2003                     |
| 23 juni                             | Internationella dagen för änkor                                                                                        |                        | 2011                     |
| 25 juni                             | Internationella dagen för sjöfarare                                                                                    |                        |                          |
| 26 juni                             | Internationella dagen mot missbruk av och olaglig handel med narkotika                                                 | FN                     | 1988                     |
| 26 juni                             | Internationell solidaritetsdag för tortyroffer                                                                         | FN                     | 1998                     |
| 27 juni                             | Internationella dagen för små- och medelstora företag                                                                  |                        |                          |
| 30 juni                             | Internationella dagen för asteroider                                                                                   |                        |                          |
| 30 juni                             | Internationella dagen för parlamentarism                                                                               |                        |                          |
| Första lördagen i juli              | Internationella dagen för kooperativ                                                                                   | FN                     |                          |
| 11 juli                             | FN:s befolkningsdag | UNDP                   |                          |
| 15 juli                             | Världsdagen för ungdomars talanger                                                                                     |                        |                          |
| 18 juli                             | Internationella Nelson Mandela dagen                                                                                   | FN                     |                          |
| 20 juli                             | Världsschackdagen |                        | 2019                     |
| 28 juli                             | Världsdagen om hepatit                                                                                                 |                        |                          |
| 30 juli                             | Internationella dagen för vänskap                                                                                      |                        |                          |
| 30 juli                             | Världsdagen mot trafficking                                                                                            |                        |                          |
| 9 augusti                           | Internationella dagen för världens ursprungsfolk                                                                       | FN                     |                          |
| 12 augusti                          | Internationella ungdomsdagen                                                                                           | FN                     |                          |
| 19 augusti                          | Internationella dagen för humanitärt arbete                                                                            | FN                     |                          |
| 21 augusti                          | Internationella dagen till minnet av terrorismens offer                                                                |                        |                          |
| 23 augusti                          | Internationella dagen till minnet av slaveriet och dess avskaffande                                                    |                        |                          |
| 29 augusti                          | Internationella dagen mot kärnvapenprov                                                                                | FN                     |                          |
| 30 augusti                          | Internationella dagen till minnet av tvångsförsvunna personer                                                          |                        |                          |
| 5 september                         | Internationella dagen för välgörenhet                                                                                  |                        |                          |
| 8 september                         | Internationella läskunnighetsdagen                                                                                     | Unesco                 |                          |
| 10 september                        | Internationella suicidpreventiva dagen                                                                                 | WHO                    |                          |
| 12 september                        | Internationella dagen för syd-syd-samarbete                                                                            |                        |                          |
| 15 september                        | Internationella dagen för demokrati                                                                                    | FN                     |                          |
| 16 september                        | Internationella dagen för bevarande av ozonskiktet                                                                     | FN                     |                          |
| 21 september                        | Internationella fredsdagen                                                                                             | FN                     |                          |
| 23 september                        | Internationella dagen för teckenspråk                                                                                  |                        |                          |
| 26 september                        | Internationella hjärtdagen                                                                                             |                        |                          |
| 27 september                        | Världsturismdagen | UNWTO                  | 1980                     |
| 28 september                        | Internationella dagen för universell tillgång till information [UNESCO]                                                |                        |                          |
| 28 september                        | Internationella rabiesdagen                                                                                            | WHO                    |                          |
| 30 september                        | Internationella dagen för översättning                                                                                 |                        |                          |
| Valfri dag sista veckan i september | Internationella sjöfartsdagen                                                                                          | IMO                    |                          |
| Första måndagen i oktober           | Internationella dagen för boende- och bebyggelsefrågor                                                                 | FN                     |                          |
| 1 oktober                           | Internationella dagen för äldre                                                                                        | FN                     |                          |
| 2 oktober                           | Internationella ickevåldsdagen                                                                                         | Unesco                 |                          |
| 5 oktober                           | Internationella dagen för lärare                                                                                       | Unesco                 |                          |
| 7 oktober                           | World Habitat Day |                        |                          |
| Andra torsdagen i oktober           | Världssyndagen | WHO                    |                          |
| 9 oktober                           | Världspostunionens dag                                                                                                 | UPU                    |                          |
| 10 oktober                          | Världsdagen för mental hälsa                                                                                           | WHO                    |                          |
| 11 oktober                          | Internationella dagen för flickor                                                                                      | FN                     |                          |
| 13 oktober                          | Internationella dagen för begränsning av naturkatastrofer                                                              | FN                     |                          |
| 15 oktober                          | Internationella dagen för landsbygdens kvinnor                                                                         | FN                     | 2007                     |
| 16 oktober                          | Världshungerdagen |                        |                          |
| 16 oktober                          | Världslivsmedelsdagen                                                                                                  |                        |                          |
| 17 oktober                          | Internationella dagen för utrotning av fattigdom                                                                       | FN                     |                          |
| 20 oktober                          | Världsdagen för statistik                                                                                              |                        |                          |
| 24 oktober                          | FN-dagen | FN                     |                          |
| 24 oktober                          | Världsdagen för information om utvecklingsfrågor                                                                       | FN                     |                          |
| 27 oktober                          | Världsdagen för audiovisuellt kulturarv                                                                                | Unesco                 |                          |
| 31 oktober                          | Världsdagen för städer                                                                                                 |                        |                          |
| 2 november                          | Internationella dagen för att för att upphäva straffrihet för brott mot journalister                                   |                        |                          |
| 5 november                          | Internationella dagen för tsunamikännedom                                                                              |                        |                          |
| 6 november                          | Internationella dagen för att förhindra exploatering av miljön i krig och väpnade konflikter                           | FN                     |                          |
| 10 november                         | Världsdagen för vetenskap för fred och utveckling                                                                      | Unesco                 |                          |
| 14 november                         | Världsdiabetesdagen | WHO                    |                          |
| 16 november                         | Internationella dagen för tolerans                                                                                     | WHO                    |                          |
| 16 november                         | Världsdagen för kroniskt obstruktiv lungsjukdom                                                                        | WHO                    |                          |
| Tredje torsdagen i november         | Internationella filosofidagen                                                                                          | Unesco                 |                          |
| Tredje söndagen i november          | Världsdagen till minne av offer för trafikolyckor                                                                      | FN                     |                          |
| 19 november                         | Världstoalettdagen | FN                     | 2013                     |
| 20 november                         | Industrialiseringsdagen för Afrika                                                                                     | FN                     |                          |
| 20 november                         | Internationella barndagen                                                                                              | FN                     |                          |
| 21 november                         | Världsdagen för TV | FN                     |                          |
| 25 november                         | Internationella dagen mot våld mot kvinnor även Orange day                                                             | FN                     |                          |
| 29 november                         | Internationella solidaritetsdagen med det palestinska folket                                                           | FN                     |                          |
| 30 november                         | Internationella dagen till minnet av offren för kemisk krigföring                                                      |                        |                          |
| 1 december                          | Internationella AIDS-dagen                                                                                             | FN                     |                          |
| 2 december                          | Internationella dagen för avskaffande av slaveri                                                                       | FN                     |                          |
| 3 december                          | Internationella funktionsrättsdagen                                                                                    | FN                     |                          |
| 5 december                          | Världsdagen för jordmån                                                                                                | FAO                    | 2013                     |
| 5 december                          | Internationella dagen för volontärarbete för ekonomisk och social utveckling (Internationella volontärdagen)           | FN                     |                          |
| 7 december                          | Internationella dagen för civil luftfart                                                                               | ICAO                   |                          |
| 9 december                          | Internationella dagen mot korruption                                                                                   |                        |                          |
| 10 december                         | Mänskliga rättigheternas dag                                                                                           | FN                     |                          |
| 11 december                         | Internationella dagen för världens berg                                                                                | FN                     |                          |
| 12 december                         | Internationella dagen för neutralitet                                                                                  |                        |                          |
| 12 december                         | Internationella dagen för universell sjukförsäkring för alla                                                           |                        |                          |
| 18 december                         | Internationella migrationsdagen                                                                                        | FN                     |                          |
| 18 december                         | Internationella dagen för det arabiska språket                                                                         | Unesco                 | 2010                     |
| 20 december                         | Internationella dagen för mänsklig solidaritet                                                                         | FN                     |                          |

## Andra tidsrelaterade FN-teman
- Förenta nationernas internationella år
- FN:s internationella veckor
- FN:s internationella årtionden